# فلوريستا، بارانا
فلوريستا، بارانا بلدية في ولاية بارانا في المنطقة الجنوبية من البرازيل.